# La dientuda
La Dientuda es un cuento del género fábula del escritor Constancio C. Vigil (Rocha, Uruguay; 4 de septiembre de 1876 - Buenos Aires; 24 de septiembre de 1954) cuya primera publicación data de 1942 con ilustraciones del artista Federico Ribas. Posteriormente en la década de 1970 se realizaron otras reediciones, esta vez con ilustraciones de Chacha, pseudónimo que usaba Sara Conti, hermana mayor del historietista Oski.  Se trata de las tribulaciones debidas a los permanentes intentos fallidos de una ratona antropomorfa por conseguir un marido y llevar una vida estable en pareja. El personaje debe su nombre a sus dos prominentes y afilados dientes que la distinguen del resto de sus congéneres, que son a la vez un permanente recurso de pedido de ayuda por parte de otros ratones, al momento de ejecutar alguna hazaña con dichos incisivos, que a los demás les resulta imposible.

## Argumento
La dientuda se caracterizó desde pequeña por poseer dientes más largos y con una capacidad de mordida más potente que los demás ratones. Tal característica se deducía que la había heredado de sus antepasados que vivían en una herrería, lo que hacía que a veces por necesidad y otras por gusto, roían el hierro, adquiriendo una potencia de mordida que luego la transmitirían a las nuevas generaciones. Sin embargo ninguno de sus descendientes habían obtenido dientes tan anchos y largos como los de la Dientuda, que además poseían pequeñas ranuras semejantes a una lima.
Eso la llevó a utilizar sus mandíbulas tanto para defenderse como para ejecutar alguna hazaña al servicio de los demás.Así es como en diversas ocasiones, ella es recurrida al momento de abrir una dura nuez o de perforar o cortar con sus dientes algún objeto como latas o tramperas que mantienen cautivos a otros ratones.
Sin embargo, ella también ha usado dese pequeña su mordida, para lograr imponerse frente a sus propios hermanos o como medio de ataque en riñas o en discusiones en las que no consideraba el diálogo como un camino de solución, a veces atacando de forma injustificada y produciendo irreversibles lesiones en sus semejantes, lo cual la lleva a tener tantos admiradores como enemigos o congéneres que le temen, motivo por el que se ve rechazada por parte de algunos ratones con los que planea casarse.
Ella a su vez vive en una despensa, lo que le facilita todo tipo de granos el año entero, algo que es visto por los otros como un sinónimo de riqueza y de pretensión por casarse con ella. Luego de haber perdido a uno de sus maridos, la Dientuda fracasa una y otra vez a lo largo del cuento en cuanto a conseguir un nuevo marido se trate, bien sea porque algo sucede antes de llegar el momento de la boda, o por el hecho de que los ratones se percatan en algún punto de que su dentadura, capaz de lograr hazañas impensables, también puede constituir un arma para destruirlos en algún momento de discusión. Mientras que en el ambiente ratonil predomina la solidaridad y abnegación, la ratona Dientuda se muestra codiciosa y mezquina a diferencia del resto.
En una ocasión ella concreta matrimonio con un ratón llamado Barrigón, conocido por su hambre insaciable. Pero pronto ella se percata de que él solo se casó por la cantidad de alimentos que ella posee y apenas concretada la boda, cuando ellos se habían retirado a la casa de ella, comenzó a oírse una acalorada discusión donde ella le reprochaba sus convicciones. Tras ello, nadie más vuelve a ver a Barrigón y ante la pregunta de los demás acerca del marido, ella solo respondía que se había ido a ver a un familiar que estaba enfermo. No obstante, algún ratón comentaba que la habían visto a ella arrastrando un bulto grande y pesado sin que pudiesen distinguir de qué se trataba. Esto deja la sospecha de que la Dientuda habría acabado con la vida de Barrigón tras la boda.
Otro candidato resulta ser Tropezón, un ratón bisojo y muy corto de vista, que vivía tropezándose con todo lo que se encontraba en su camino. Su poca capacidad de visión lo llevó a aceptar casarse con la Dientuda debido a que no vio sus poderosas mandibulos en ningún momento. La boda se llevaría a cabo al día siguiente, pero la presencia de un felino los obliga a posponerla. Cuando finalmente el gato se marcha y la boda se reanuda, el novio no aparecía por ningún lado. Posteriormente logra saberse que siendo tan corto de vista se había tropezado desafortunadamente con una trempera del estilo cazagañotes.
Con el tiempo ella vuelve una y otra vez a pretender conseguir un marido sin tener éxito en sus pretensiones por uno u otro motivo.
A lo largo del cuento se da una serie de versos cliché con los que el autor nos da a conocer que la situación sentimental de la protagonista seguía siempre siendo la misma "Y se quedó la Dientuda con sus largos dientes viuda, en espera del marido tantas veces prometido".

### Peculiaridad de los nombres
La mayoría de los personajes de esta fábula, llevan nombres basados en alguna característica física que los destaca. Así es como además de la Dientuda, que por obvias razones porta ese nombre, se encuentran otros protagonistas secundarios como El Colado, un ratón que había caído en un balde de metal lleno de agua y que la Dientuda rescata abriendo con sus dientes un agujero en el metal por donde drena el agua saliendo de allí el mojado ratón, o Barrigón caracterizado por su prominente barriga, o Tropezón, quien por su miopía iba llevándose todo por delante, o El Rojo, un ratón que vivía cerca de una construcción y el polvo de ladrillo había vuelto su pelaje rojizo entre otros.

## En la cultura popular
La fábula de La Dientuda fue analizada por el escritor Pablo Cheddy González que a su vez se inspiró en la misma para su creación del libro "Intimidades de un ratón" publicado por Editorial Trigo.